# Saint-Brice (Gironda)
Saint-Brice é uma comuna francesa na região administrativa da Nova Aquitânia, no departamento da Gironda. Estende-se por uma área de 5,71 km². Em 2010 a comuna tinha 317 habitantes (densidade: 55,5 hab./km²).